# Boby na zimních olympijských hrách
Jízda na bobech se na zimních olympijských hrách objevila poprvé už v roce 1924 v Chamonix. Od počátku soutěžili jen muži a to na čtyřbobu. V roce 1932 k němu přibyl i mužský dvojbob. Roku 1960 nebyla jízda na bobech zařazena do programu zimních olympijských her. Od roku 2002, kdy se zimní olympiáda konala v Salt Lake City, začaly závodit na olympiádě i ženy a to na dvojbobech.

## Přehled soutěží
• – oficiální soutěž.
| Soutěž                    | Soutěž                    | 24 | 28 | 32 | 36 | 48 | 52 | 56 | 60 | 64 | 68 | 72 | 76 | 80 | 84 | 88 | 92 | 94 | 98 | 02 | 06 | 10 | 14 | 18 | 22 | Celkem |
| ------------------------- | ------------------------- | -- | -- | -- | -- | -- | -- | -- | -- | -- | -- | -- | -- | -- | -- | -- | -- | -- | -- | -- | -- | -- | -- | -- | -- | ------ |
| muži                      | dvojbob                   |    |    | •  | •  | •  | •  | •  |    | •  | •  | •  | •  | •  | •  | •  | •  | •  | •  | •  | •  | •  | •  | •  | •  | 21     |
| muži                      | čtyřbob                   | •  | •  | •  | •  | •  | •  | •  |    | •  | •  | •  | •  | •  | •  | •  | •  | •  | •  | •  | •  | •  | •  | •  | •  | 23     |
| ženy                      | monobob                   |    |    |    |    |    |    |    |    |    |    |    |    |    |    |    |    |    |    |    |    |    |    |    | •  | 1      |
| ženy                      | dvojbob                   |    |    |    |    |    |    |    |    |    |    |    |    |    |    |    |    |    |    | •  | •  | •  | •  | •  | •  | 6      |
|                           |                           |    |    |    |    |    |    |    |    |    |    |    |    |    |    |    |    |    |    |    |    |    |    |    |    |        |
| Počet oficiálních soutěží | Počet oficiálních soutěží | 1  | 1  | 2  | 2  | 2  | 2  | 2  |    | 2  | 2  | 2  | 2  | 2  | 2  | 2  | 2  | 2  | 2  | 3  | 3  | 3  | 3  | 3  | 4  | 51     |

Poznámky
1. ↑  1928: proběhlo jako soutěž pětibobu.

## Medailové pořadí zemí
Aktualizace po Zimních olympijských hrách 2018.
| Pořadí           | Země                                 | Zlato | Stříbro | Bronz | Celkem |
| ---------------- | ------------------------------------ | ----- | ------- | ----- | ------ |
| 1.               | Německo (GER)                        | 13    | 6       | 6     | 25     |
| 2.               | Švýcarsko (SUI)                      | 10    | 10      | 11    | 31     |
| 3.               | Spojené státy americké (USA)         | 7     | 10      | 8     | 25     |
| 4.               | Německá demokratická republika (GDR) | 5     | 5       | 3     | 13     |
| 5.               | Kanada (CAN)                         | 5     | 2       | 2     | 9      |
| 6.               | Itálie (ITA)                         | 4     | 4       | 4     | 12     |
| 7.               | Západní Německo (FRG)                | 1     | 3       | 2     | 6      |
| 8.               | Rakousko (AUT)                       | 1     | 2       | 0     | 3      |
| 9.               | Velká Británie (GBR)                 | 1     | 1       | 3     | 5      |
| 10.              | Lotyšsko (LAT)                       | 1     | 0       | 2     | 3      |
| 10.              | Sovětský svaz (URS)                  | 1     | 0       | 2     | 3      |
| 12.              | Belgie (BEL)                         | 0     | 1       | 1     | 2      |
| 12.              | Rusko (RUS)                          | 0     | 1       | 1     | 2      |
| 14.              | Jižní Korea (KOR)                    | 0     | 1       | 0     | 1      |
| 15.              | Francie (FRA)                        | 0     | 0       | 1     | 1      |
| 15.              | Rumunsko (ROU)                       | 0     | 0       | 1     | 1      |
| Celkem (16 zemí) | Celkem (16 zemí)                     | 49    | 46      | 47    | 142    |

Poznámky
- 2 zlaté medaile a žádné stříbrné byly uděleny na ZOH 1998 v soutěži dvojbobu mužů a na ZOH 2018 rovněž v soutěži dvojbobu mužů.
- 2 bronzové medaile byly uděleny na ZOH 1998 v soutěži čtyřbobu mužů.
- 2 stříbrné medaile a žádné bronzové byly uděleny na ZOH 2018 v soutěži čtyřbobu mužů.